# اوتو لومر
 اوتو لومر (انگلیسی: Otto Lummer؛ زاده ۱۷ ژوئیهٔ ۱۸۶۰ درگذشته ۵ ژوئیهٔ ۱۹۲۵) یک فیزیک‌دان اهل آلمان بود.